# Pisenus insignis
Pisenus insignis là một loài bọ cánh cứng trong họ Tetratomidae. Loài này được Reitter miêu tả khoa học đầu tiên năm 1889.